# Alice Austen
Elizabeth Alice Austen (Staten Island, 17 de março de 1866 – Staten Island, 9 de junho de 1952) foi uma fotógrafa americana.
A fotógrafa documentou Nova York entre o final do século XIX e início do século XX, tornando-se uma das primeiras fotógrafas americanas e suas fotos tornaram-se uma referência histórica.

A casa por onde morou grande parte da sua vida é hoje é um importante centro cultural denominado de Alice Austen House.

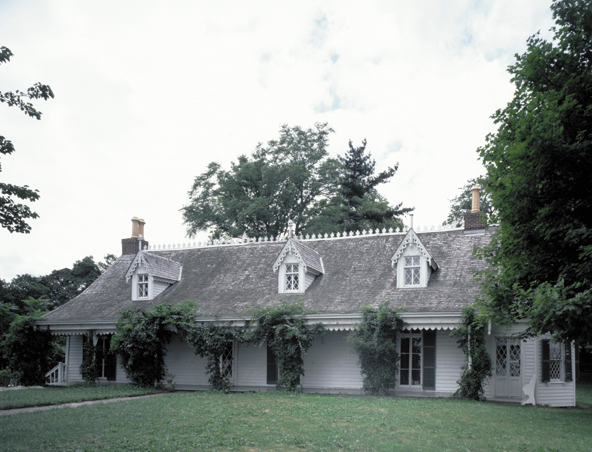
Casa em que Alice Austen morou em Staten Island